# LibreCAD
LibreCAD – darmowe oprogramowanie do komputerowego wspomagania projektowania (CAD) 2D dostępne na licencji GNU GPL.
LibreCAD działa pod kontrolą systemów operacyjnych GNU/Linux, MacOS X, Unix i Microsoft Windows.
Najnowsza wersja 2.2.0 działa w oparciu o bibliotekę Qt5. Oprogramowanie LibreCAD dostępne jest w ponad 30 językach w tym w polskim.
Program umożliwia import danych z większości wersji plików *.dwg, oraz import i eksport danych z plików w formacie *.dxf.
Aplikacja posiada wbudowaną drukarkę Postscript umożliwiającą wydruk rysunków do plików PDF.

## Historia
Projekt LibreCAD rozpoczął działalność w 2010 roku LibreCAD został oparty na wspólnotowym wydaniu QCAD.
LibreCAD rozpoczął jako projekt budowy możliwości CAM w społecznościowej wersji QCad do użytku z routerem CNC Mechmate.
Ponieważ QCad CE (Community Edition) został zbudowany wokół biblioteki Qt3, która już w czasie tworzenia była przestarzała, podjęto prace nad przeniesieniem oprogramowania do nowszej biblioteki wersji Qt 4. To dało początek CADuntu.
Projekt był znany jako CADuntu tylko przez kilka miesięcy, zanim społeczność zdecydowała, że nazwa jest nieodpowiednia. Po dyskusji w ramach społeczności skupionej wokół programu oraz przeprowadzeniu badania istniejących nazw, CADuntu przemianowano na LibreCAD.
Przeniesienie silnika renderującego do Qt4 okazało się dużym wyzwaniem, więc LibreCAD początkowo nadal wykorzystywał równolegle bibliotekę Qt3 do obsługi akceleracji. Przenoszenie Qt4 zostało ostatecznie ukończone podczas opracowywania wersji 2.0.0 oprogramowania LibreCAD.
W roku 2014 wydano i udostępniono pierwszą wersję oprogramowania LibreCAD. Rozpowszechniany jest na licencji GPL2.